# Doug Bolstorff
F. Douglas "Doug" Bolstorff (nacido el 29 de octubre de 1931) es un exjugador y exentrenador de baloncesto estadounidense que disputó una temporada en la NBA. Comen entrenador, estuvo cuatro décadas al frente de diversos deportes en el Macalester College. Con 1,93 metros de estatura, jugaba en la posición de base.

## Trayectoria deportiva

### Universidad
Jugó durante su etapa universitaria en los Golden Gophers de la Universidad de Minnesota.

### Profesional
Fue elegido en la quincuagésimo séptima posición del Draft de la NBA de 1957 por Detroit Pistons, con los que jugó tres partidos, en los que promedió 1,3 puntos.

### Entrenador
En 1959 llegó al Macalester College como profesor, haciéndose cargo del equipo de baloncesto como entrenador entre 1963 y 1982, y en una segunda etapa entre 1985 y 1994, logando 264 victorias y 490 derrotas. Fue además entrenador de atletismo, logrando 20 títulos de conferencia, en sus primeros años dirigió además al equipo de béisbol y ya en el ocaso de su carrera, al de golf masculino.

## Estadísticas de su carrera en la NBA

### Temporada regular
| Temporada | Edad | Equipo          | Liga | Pos. | P | TIT | MIN | TC  | TCA | %TC  | 3P | 3PA | %3P | TL  | TLA | %TL | R.OF. | R.DEF. | REB | ASIS | ROB | TAP | PER | FP  | PTS |
| 1957-58   | 26   | Detroit Pistons | NBA  |      | 3 |     | 7.0 | 0.7 | 1.7 | .400 |    |     |     | 0.0 | 0.0 |     |       |        | 0.0 | 0.0  |     |     |     | 0.3 | 1.3 |
| Total     |      |                 | NBA  |      | 3 |     | 7.0 | 0.7 | 1.7 | .400 |    |     |     | 0.0 | 0.0 |     |       |        | 0.0 | 0.0  |     |     |     | 0.3 | 1.3 |